# Grace (песня Льюиса Капальди)
«Grace» — песня шотландского певца Льюиса Капальди, изданная лейблом Virgin Records в качестве второго сингла с его мини-альбома Breach и четвёртого сингла с первого студийного альбома Divinely Uninspired to a Hellish Extent. Песня смогла добраться до 9 места британского чарта UK Singles Chart.

## Видеоклип
Видеоклип к песне «Grace» вышел 21 сентября 2018 года. По сюжету клипа Льюис подменяет своего друга в местном джентльменском клубе. Видео было вдохновлено танцевальными сценами из фильма Наполеон Динамит и телесериала Я Алан Партридж. Позже Капальди воссоздал хореографию из клипа вместе с танцорами для своего концертного выступления в Лондоне.

## Список композиций
| №  | Название | Длительность |
| -- | -------- | ------------ |
| 1. | «Grace»  | 3:04         |

## Позиции в чартах

### Еженедельные чарты
| Чарт (2018—19)                  | Наивысшая позиция |
| ------------------------------- | ----------------- |
| Ирландия (IRMA)                 | 9                 |
| Шотландия (OCC Scotland)        | 6                 |
| Великобритания (OCC UK Singles) | 9                 |

### Годовые чарты
| Чарт (2019)                                         | Позиция |
| --------------------------------------------------- | ------- |
| Ирландия (IRMA)                                     | 22      |
| Великобритания UK Singles (Official Charts Company) | 27      |

## Сертификации
| Регион                                                                      | Сертификация  | Продажи   |
| --------------------------------------------------------------------------- | ------------- | --------- |
| Австралия (ARIA)                                                            | 2× Платиновый | 140 000   |
| Бразилия (ABPD)                                                             | Платиновый    | 40 000    |
| Канада (Music Canada)                                                       | Золотой       | 40 000    |
| Дания (IFPI Danmark)                                                        | Золотой       | 45 000    |
| Новая Зеландия (RMNZ)                                                       | Платиновый    | 30 000    |
| Великобритания (BPI)                                                        | 3× Платиновый | 1 800 000 |
| Данные о продажах + прослушиваниях приведены только на основе сертификации. |               |           |

## История релиза
| Страна         | Дата             | Формат         | Лейбл  |
| -------------- | ---------------- | -------------- | ------ |
| Великобритания | 21 сентября 2018 | цифровой сингл | Virgin |

## Использование ппесни
Песня прозвучала в 22 серии 15 сезона медицинского телесериала Анатомия страсти.